# Plattjärn
Plattjärn eller plattstål är smitt eller valsat järn respektive stål i stänger med rektangulärt tvärsnitt, vanligen med över 3 millimeters tjocklek och över 10 millimeters bredd.
Platt järn eller stål med över 150 millimeters bredd som valsas i universalvalsverk kallas ofta universaljärn. Plattjärn i större längder som levereras i form av rullar kallas bandjärn eller bandstål.